# ادوارد برنیز
ادوارد لوئیس جیمز برنِیز، معروف به مرد نامرئی دستکاری افکار عمومی، زاده ۲۲ نوامبر ۱۸۹۱ - درگذشته ۹ مارس ۱۹۹۵، یک اتریشی-آمریکایی بنیان‌گذار و پیشرو در زمینه روابط عمومی و پروپاگاندا بود. در آگهی درگذشتش «پدر روابط عمومی» نامیده شد. وی همچنین به عنوان بنیان گذار فمینیسم شناخته می شود. همین‌طور توسط مجله لایف جزو ۱۰۰ نفر از تأثیرگذارترین آمریکایی‌های سده ۲۰ (میلادی) نام گرفت. او در سال ۱۹۹۵ و در ۱۰۳ سالگی درگذشت. وی تا یک سال قبل از مرگش، یعنی تا سن ۱۰۲ سالگی همچنان فعال بود و در عرصه روابط عمومی مشاوره می‌داد و سخنرانی می‌کرد.
از جمله سرشناس‌ترین رشته کارهای او در سال ۱۹۲۹، عادی‌سازی و گسترش سیگار کشیدن زنان توسط نام‌گذاری آن با برند فمینیسم «مشعل آزادی» و کار او برای کمپانی یونایتد فروت، به رهبری آژانس اطلاعات مرکزی (سیا) برای سرنگونی دولت دموکراتیک گواتمالا در ۱۹۵۴ (میلادی) بود. او با شرکت‌های بزرگ آمریکایی زیادی مانند پروکتر اند گمبل و جنرال الکتریک و همچنین با آژانس‌های دولتی، سیاست‌مداران، و سازمان‌های عام‌المنفعه همکاری می‌کرد.
از بین تعداد زیادی از کتاب‌های وی، تبلور افکار عمومی (۱۹۲۳) و پروپاگاندا (۱۹۲۸) به عنوان تلاش‌های اولیه برای تعریف و نظام‌مند کردن حوزه روابط عمومی مطرح شده‌است.
او به گفته گوستاو لوبون، ویلفرد تروتر، والتر لیپمن، و دایی دوجانبه خود زیگموند فروید، توده‌ها را غیر منطقی و تحت تأثیر رفتار گله‌ای می‌دانست که کارشناسان ماهر می‌توانند با استفاده از روانشناسی توده و روان‌کاوی به جهت دلخواه منحرف کنند.

## دیدگاه
کارهای برنِیز بر دو پایه قرار داشتند: نخست این که توده‌ها بیش از حد احمق و بی‌عقلند و بیش از حد تحت تأثیر عواطف و تکانه‌ها هستند از این جهت نمی توان به تصمیم آن‌ها اعتماد کرد. دوم این که می‌توان از دیدگاه‌های زیگموند فروید دستکاری مؤثر افکار عمومی در ابعاد گسترده استفاده کرد. مهم‌ترین ایده‌ای که برنِیز از آموزه‌های فروید فرا گرفت، ایده ذهن ناهشیار بود؛ زیرا تسلط بر ذهن ناهشیار مردم باعث تسلط بر امیال و ترس‌های آن‌ها و دستکاری مؤثر ذهن مردم در جهت اهداف دلخواه می‌شود.
از دید برنِیز، دولت سایه «طبقه بالاتر جامعه است؛ مردم این طبقه، پرورده، آموخته، کارشناس، روشنفکر هستند. آن‌ها حتی نیازی ندارند که همدیگر را بشناسند اما توده‌ها را کنترل می‌کنند. آن‌ها هستند که سررشته کارها را به دست دارند و ذهن عموم را کنترل می‌کنند.»
برنِیز حکومت دولت سایه بر جامعه را لازم و خوش‌خیم می‌دانست. زیرا در غیر این صورت جامعه دچار نابسامانی و آشفتگی می‌شد. او فکر می‌کرد همه و به ویژه «توده مردم»، واقعاً خیلی احمق هستند. ممکن است مردم به آسانی به فردی اشتباه رأی بدهند یا چیز غلطی بخواهند؛ بنابراین باید از بالا هدایت شوند.
برنِیز به حاکمان قدرت و سرمایه یاد داد چگونه مردم را راضی کنند تا چیزی را که لازم ندارند بخرند، کسی را انتخاب کنند که حافظ منافع آنان نیست و یا دنباله‌رو رهبران قدرتمند باشند.

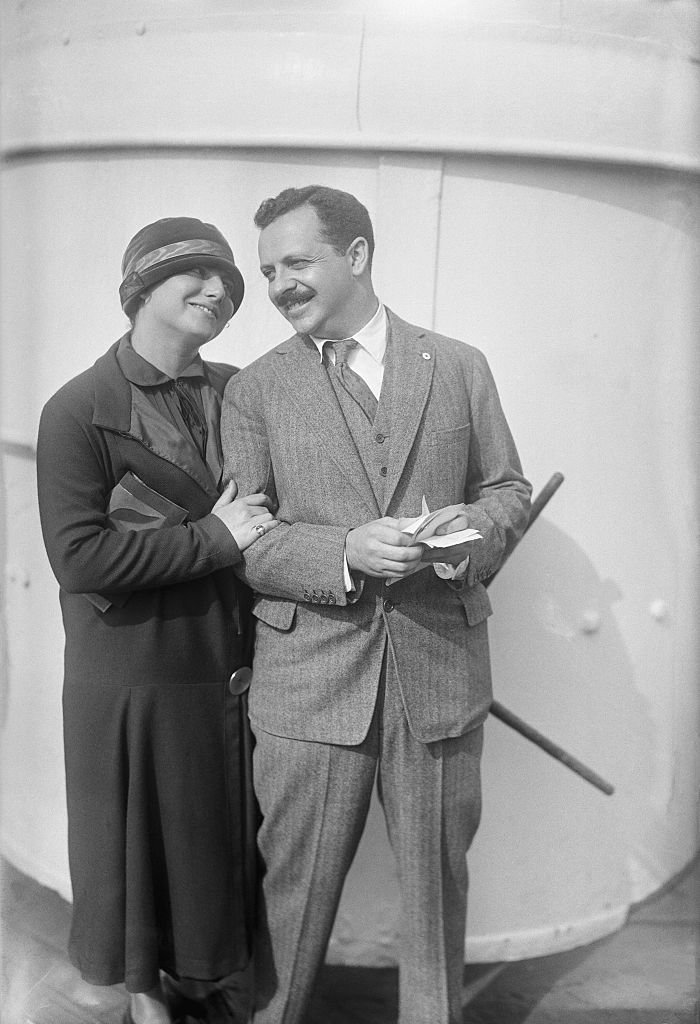
جمیز برنِیز و همسر او «دوریس ای. فلایشمن» در مارس ۱۹۲۳

## زندگی حرفه‌ای

### آغاز
برنِیز نخستین دفتر مشاوره روابط عمومی خود را در سال ۱۹۱۹ در نیویورک باز کرد.
پس از جنگ جهانی اول بیشتر افراد بالای سن قانونی در بیشتر کشورهای غربی به حق رأی دست یافتند. این باعث شد که دستکاری افکار عمومی به مهم‌ترین اولویت بسیاری از سیاستمداران تبدیل شود تا قدرت رای واقعی از مردم گرفته شود؛ بنابراین آن‌ها به برنیز روی آوردند. کالوین کولیج و هربرت هوور از معروف ترین کسانی هستند که از مشاوره های برنیز برای پیروزی در انتخابات ریاست جمهوری ایالات متحده آمریکا استفاده کردند. 

### مصرف‌گرایی
در سده بیستم میلادی، مصرف‌گرایی یکی از چهار عامل تغییردهنده اقتصاد جهان غرب بود. برنایز به شرکت‌ها یاد داد که چگونه مردم را قانع کنند که فقط چیزهایی را نخرند که نیاز دارند بلکه چیزهایی را بخرند که می‌خواهند یا آرزویش را دارند یا نیاز ندارند. شرکت‌های آمریکایی، روزانه میلیون‌ها واحد کالاهای گوناگون تولید می‌کردند که باید به فروش می‌رسیدند. صاحبان شرکت‌ها از مازاد تولید می‌ترسیدند. مازاد تولید، نقطه‌ای است که نیاز مردم تأمین شده و دیگر کالایی نمی‌خرند. تا پیش از آن، کالاها بر پایه مقدار نیاز مردم تولید و فروخته می‌شدند. بانک‌دار موفق به نام «پل برادرز»، در مقاله‌ای نوشت که: «ما باید آمریکا را از فرهنگ نیازها به فرهنگ تمایلات تغییر جهت بدهیم. مردم باید پیش از بلااستفاده شدن کالاهای قبلی کالاهای تازه‌ای بخرند. در یک جمله امیال مردم باید نیازهایشان را تحت تأثیر قرار دهد».

### تبلیغ در مجله و فیلم
برنِیز مجله‌هایی چاپ می‌کرد که با تبلیغات جذاب‌تر می‌شدند. در این مجله‌ها کالاهای شرکت‌ها توسط ستاره‌های سینما مانند «کلارا بو» تبلیغ می‌شدند. او هم‌چنین کالاها را در فیلم‌های سینمایی قرار می‌داد و هنرپیشگان و دکور فیلم را با کالاهای شرکت‌ها می‌آراست.

### سیگار
یکی از مهم‌ترین کارهای برنیز گسترش استعمال سیگار در میان زنان بود. چون در تصور عموم مردم آن‌زمان سیگار کشیدن زنان در جامعه کار زشتی بود، شرکت تولید سیگار چسترفیلد به نیمی از بازار فروش خود دسترسی نداشت. آبراهام بریل در مشاوره با برنیز به او گفت که اگر سیگار نماد قدرت مردان باشد، پس سیگار کشیدن زنان نیز نماد قدرت و استقلال و «مشعل آزادی» آن‌ها است. با این دیدگاه، زنان به کشیدن سیگار روی می‌آوردند. برنِیز ترتیبی داد تا تعدادی دختر جوان شیک‌پوش در جشنواره عید پاک نیویورک سال ۱۹۱۹ هم‌زمان سیگاری را روشن کنند. با هماهنگی پیشین با رسانه‌ها این زنان «کنشگر حقوق زنان» معرفی شدند و همه روزنامه‌های سراسر آمریکا با چاپ این نگاره و خبر، عنوان آن را «مشعل آزادی» نامیدند. بدین ترتیب میلیون‌ها زن به سیگار کشیدن روی آوردند.

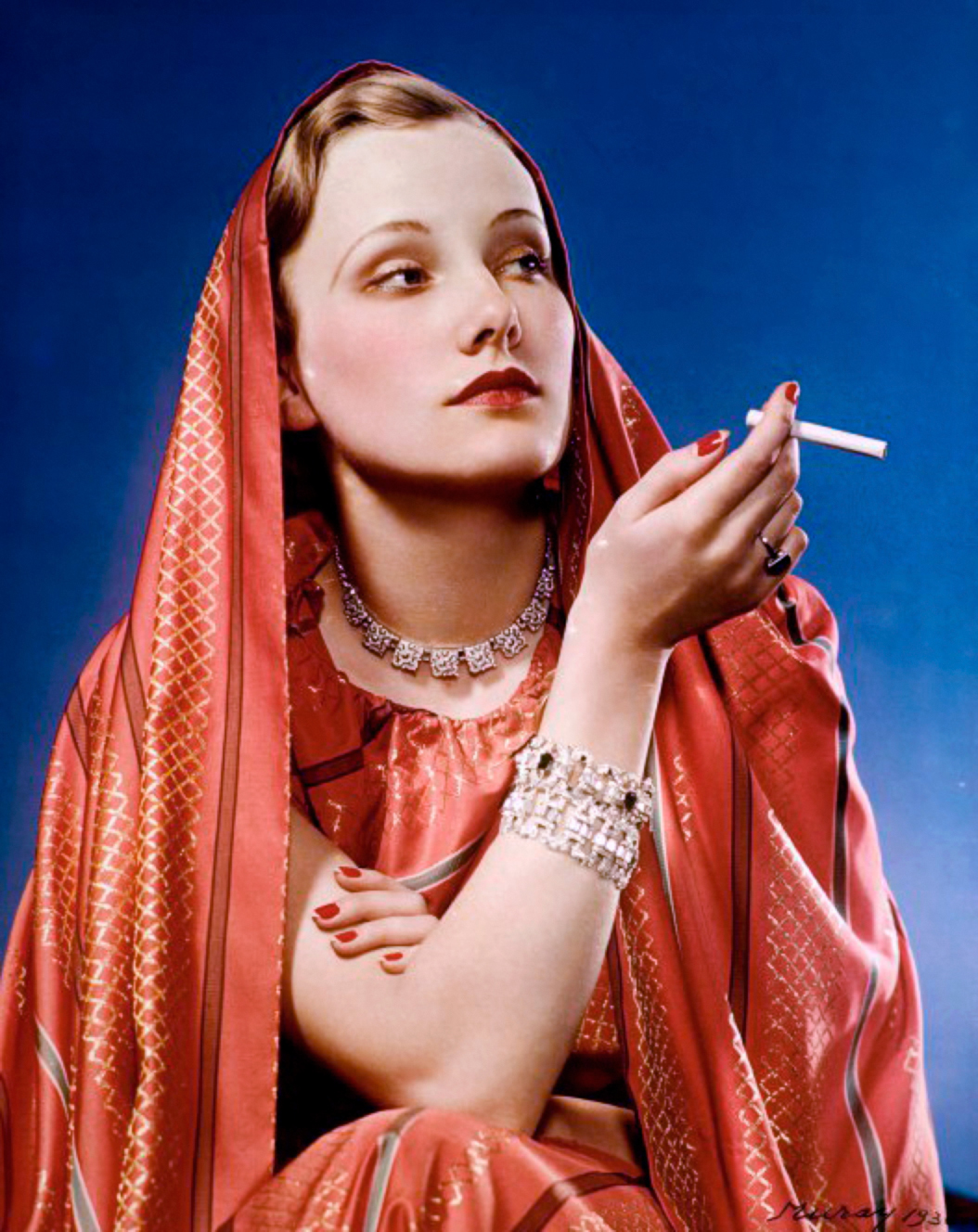
تبلیغ «زن سرخ‌پوش» برای شرکت تولید سیگار لاکی استرایک در سال ۱۹۳۶

### گواتمالا
در سال ۱۹۵۴ کمپانی یونایتد فروت از سیاست‌های رئیس‌جمهور گواتمالا، خاکوبو آربنز، که با رای مردم انتخاب شده بود ناراضی بود. آربنز نه کمونیست بود، نه ارتباطی با اتحاد جماهیر شوروی سوسیالیستی داشت. از دید برنیز «کودتا وقتی اتفاق می‌افتد که وضعیت مردم و رسانه‌ها اجازه انجام کودتا را بدهند» و او آن وضعیت را ایجاد کرد. برنیز ترس ناخودآگاه مردم آمریکا را با گمراه کردن رسانه‌های آمریکا برانگیخت. این ترس به نوبه خود بر دولت آمریکا تأثیر گذاشت که مبادا واقعاً آربنز کمونیست باشد؛ بنابراین با یک کودتا او را برکنار کرد. از ۱۹۵۴ تاکنون، روش «دشمنی را خلق کن و بعد شکست آن را طلب کن» بارها در گواتمالا استفاده شده‌است.
در مورد برنِیز، همچنین گفته شده که دوایت آیزنهاور رئیس‌جمهور ایالات متحده آمریکا را قانع کرد که «ترس از کمونیسم باید القا و ترغیب شود چرا که برانگیختن ترس‌های غیرعقلانی، مردم را به آمریکا وفادارتر خواهد کرد».

## کتاب‌ها
از تعداد کتاب‌های پرشمار او دو کتابِ تبلور افکار عمومی (۱۹۲۳) و پروپاگاندا (۱۹۲۸) توجه زیادی جلب کرد که در آن‌ها سعی کرد زمینه روابط عمومی را تعریف و تئوریزه کند. برنِیز در مقدمه کتاب پروپاگاندا نوشته: «دستکاری هوشیارانه و هوشمندانه عادت‌ها و عقاید سازمان‌یافته توده‌ها یکی از عناصر مهم جامعه دموکراتیک است. آنها که این سازوکار نادیده جامعه را دستکاری می‌کنند دولتی نامرئی را تشکیل می‌دهند که قدرت واقعی حاکم بر کشور ما است.»

## میراث
در هنگام جنگ جهانی دوم یوزف گوبلس ( وزیر تبلیغات هیتلر) از ایده‌های برنِیز برای برانگیختن مردم در ستایش پیشوا (آدولف هیتلر) و یهودستیزی استفاده کرد. او در به کارگیری این روش‌ها بسیار موفق بود.
امروزه دولت‌ها، حضور و دخالت خود در دیگر کشورها را، با برانگیختن ترس مردم از حمله‌های تروریستی و دفاع از آن‌ها توجیه می‌کنند. همچنین حکومت‌ها در احتمال رویداد حمله‌های تروریستی اغراق می‌کنند تا مردم را بیشتر بترسانند.
ایده «بیش از حد احمق‌ و بی‌عقل بودن و بیش‌ از حد احساسی‌ بودن توده مردم» همان استدلالی است که در طول تاریخ برای توجیه استعمار، دیکتاتوری، نادیده گرفتن حق رأی زنان و مردم فقیر استفاده شده‌است.
برنِیز به پیدایش دیدگاهی در جهان غرب کمک کرد که خواسته‌ها و احساسات افراد، مهم‌ترین چیز آن‌ها است و آن‌ها برای جامعه یا اهمیتی قائل نیستند یا اهمیت کمی به آن می‌دهند.